# Франселіну Матузалем
Матузалем Франселіну да Сілва (порт. Matuzalem Francelino da Silva, також відомий як Франселіно Матузалем; нар. 10 червня 1980, Натал, Бразилія) — колишній бразильський футболіст, у 2018 році завершив кар'єру гравця та розпочав кар'єру тренера.

## Життєпис
Вихованець бразильського клубу «Віторія» з Салвадору. У 1999 році вирушив до Швейцарії у команду «Беллінцону», де себе нічим не зарекомендував.
У 2004 році Матузалем перейшов з «Брешії» в донецький «Шахтар» за 9 млн фунтів стерлінгів, що стало трансферним рекордом для українських клубів. Після переходу Анатолія Тимощука в «Зеніт», Матузалем став новим капітаном «Шахтаря».
Бувши капітаном «Шахтаря», Франселіну Матузалем втік із клубу та підписав контракт 18 липня 2007 року із «Сарагосою». «Шахтаря» назвали цей перехід незаконним, оскільки між клубами не було підписано трансферної угоди, а тому Матузалем був гравцем «Шахтаря». Справа Матузалема розглядалася в міжнародному спортивному арбітражному суді в Лозанні. Судове вирішення конфлікту триває і досі. «Шахтар» грошей не отримав.
У липні 2008 року, після невдалого сезону в «Сарагосі» Матузалем на правах оренди перейшов в «Лаціо». «Орлам» за контрактом належав до 2014 року – 75 матчів. У січні 2013 на правах оренди перейшов в «Дженоа». 4 липня 2014 Матузалем перейшов у «Болонью». Контракт був підписаний до кінця сезону 2014-15.

## Досягнення
- Чемпіон світу (U-17): 1997
- Чемпіон Південної Америки (U-17): 1997
- Чемпіон України — 2004-05, 2005-06;
- Найкращий футболіст Чемпіонату України 2006-07;
- Володар Кубка Італії: 2008-09
- Володар Суперкубка Італії — 2009